# Charles Hoffbauer

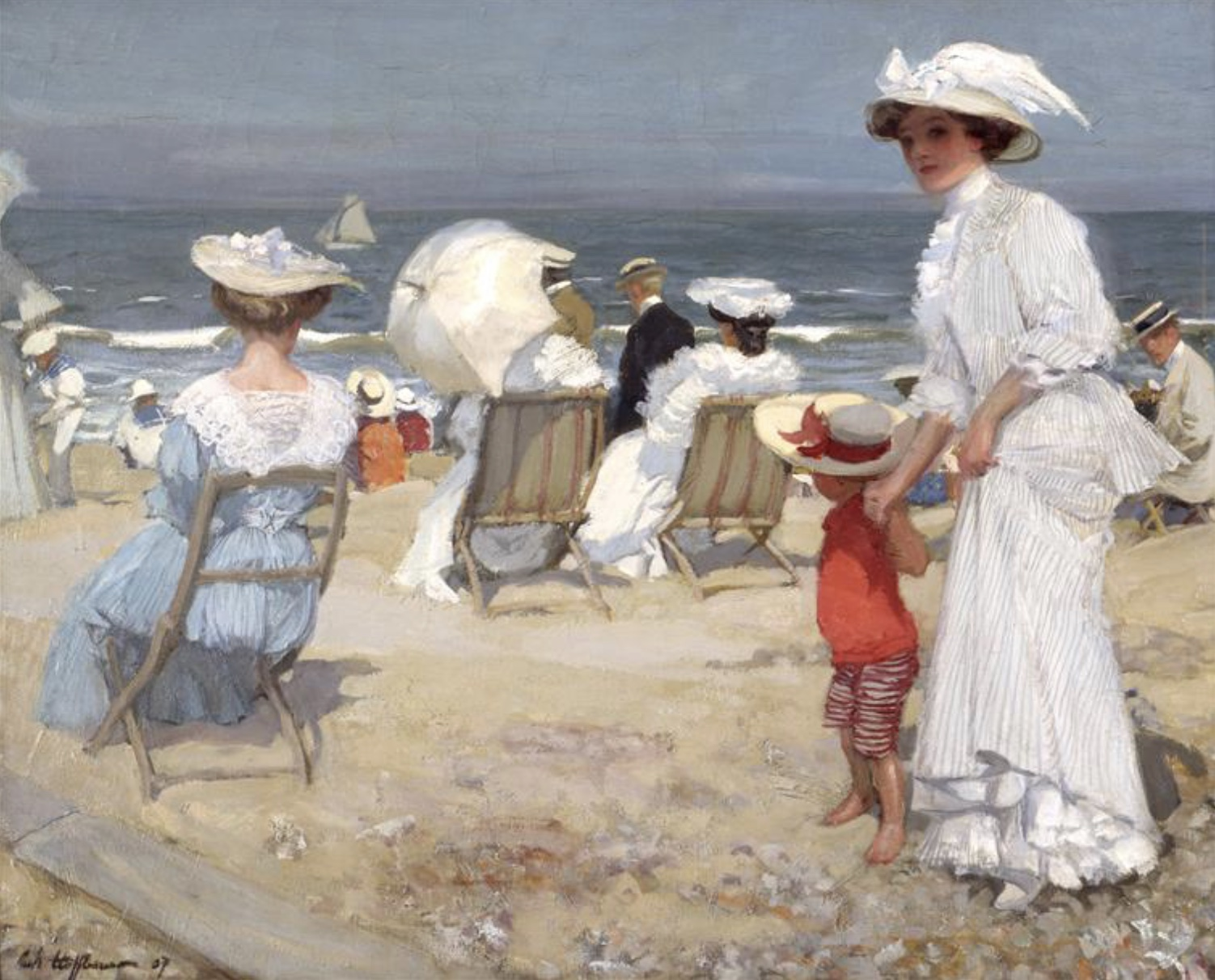
Sur la plage, 1907. Musée des Beaux-Arts de Roubaix

Charles Constantin Joseph Hoffbauer (* 28. Juni 1875 in Paris; † 26. Juli 1957 in Boston, Massachusetts) war ein französisch-amerikanischer Maler, der für seine historischen Wandmalereien und impressionistischen Stadtansichten bekannt ist.

## Leben
Charles Hoffbauer wurde in Paris als Sohn des Architekten und Archäologen Féodor Hubert Hoffbauer und  Marie Clémence Belloc geboren. Sein Vater, bekannt durch sein Buch Paris à Travers les Âges, beeinflusste früh sein Interesse für Geschichte und Kunst. Hoffbauer studierte an der École des Beaux-Arts in Paris bei Fernand Cormon, François Flameng und Gustave Moreau. Zu seinen Mitstudenten gehörten Henri Matisse und Georges Rouault.
Nach Abschluss seines Studiums leistete Hoffbauer seinen Militärdienst ab und kehrte anschließend nach Paris zurück, wo er seine künstlerische Laufbahn begann. Seine Werke wurden im Pariser Salon ausgestellt, wo er mehrere Auszeichnungen erhielt, darunter die Goldmedaille und den Prix National du Salon.
Während des Ersten Weltkriegs diente Hoffbauer in der französischen Armee und wurde mit dem Croix de Guerre ausgezeichnet. Nach dem Krieg emigrierte er in die Vereinigten Staaten und ließ sich in New York City nieder. 1930 heiratete er Henrietta Brownell. 1941 wurde er amerikanischer Staatsbürger. Charles Hoffbauer starb am 26. Juli 1957 in Boston, Massachusetts, an den Folgen einer Aortenruptur.

## Werk

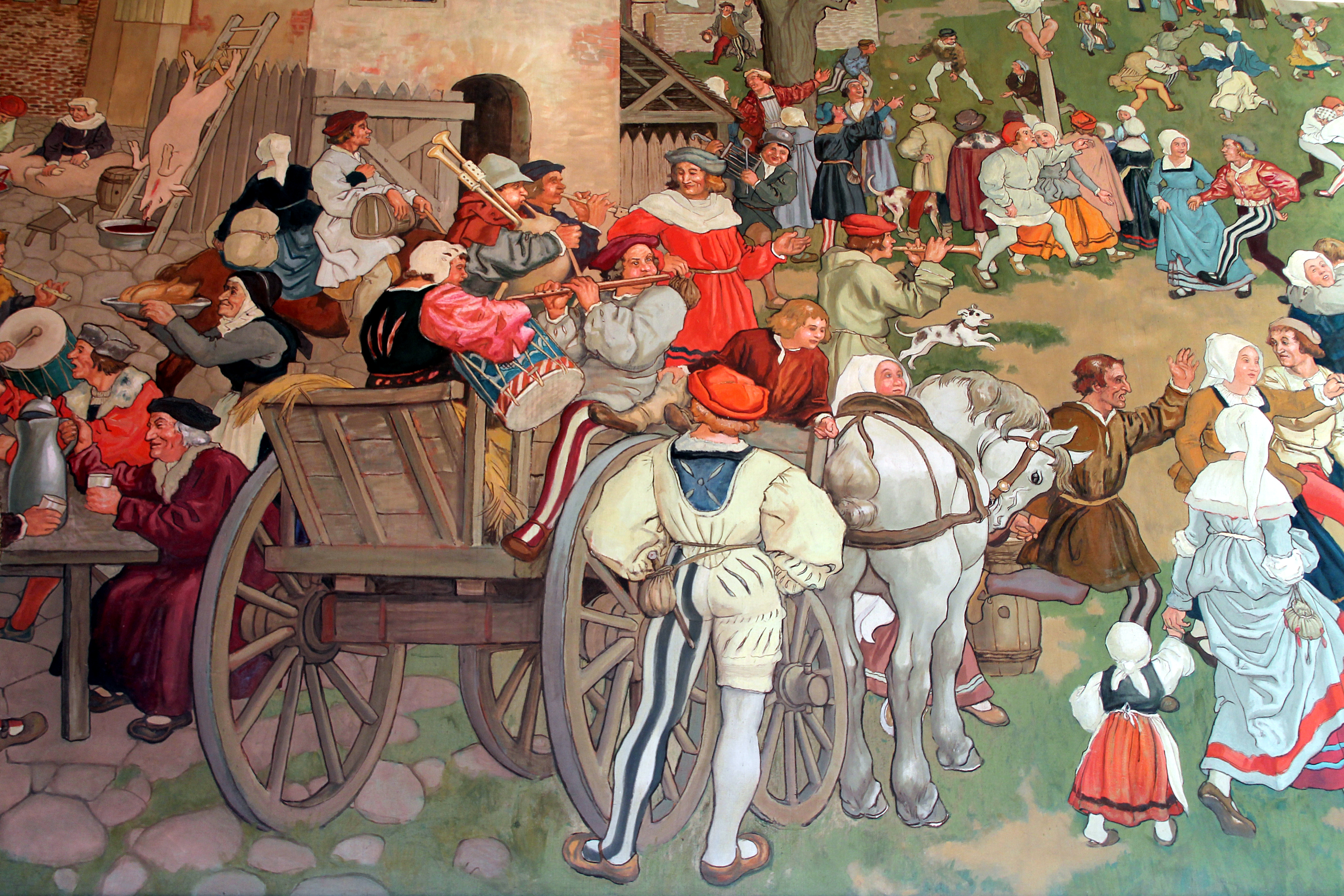
Scènes de la vie des arrageois au XVIème siècle (Szenen aus dem Leben der Bewohner von Arras im 16. Jahrhundert), Detailansicht des Freskos auf Leinwand, das 1932 von Charles Hoffbauer angefertigt wurde und den linken Teil der großen Wand an der Seite der drei Portale des Festsaals des Rathauses von Arras (Nord-Pas-de-Calais, Frankreich) füllt.

Charles Hoffbauer war ein vielseitiger Künstler, der sowohl historische Szenen als auch impressionistische Stadtansichten schuf. Besonders bekannt sind seine Wandgemälde, darunter die Confederate Memorial Murals im Virginia Historical Society Building in Richmond, die Szenen aus dem Amerikanischen Bürgerkrieg darstellen. Seine impressionistischen Gemälde fangen oft das städtische Leben ein, wie beispielsweise A Rainy Night in New York.  